# Victor Chan
Victor CHAN Wai-kwong (chinesisch 陳偉光 / 陈伟光, Pinyin Chén Wěiguāng, Jyutping Can4 Wai5gwong1, * 1959 in Hongkong) ist ein chinesischer Komponist und Dirigent.

## Leben
Chan erhielt 1983 seinen Bachelor of Arts an der Chinesischen Universität Hongkong. 1984 erwarb er das Licentiate von den Royal Schools of Music und das Licentiate in Music vom Trinity College of Music in London. 1988 folgte der Ph.D. an der University of York. Seit 1989 ist er Gastdirigent beim Hong Kong Philharmonic Orchestra. Seit 1991 ist er Kulturberater der Gemeinde Hongkong. 1993 wurde er stellvertretender Vorsitzender des Hong Kong Composers’ Guild. Von 1993 bis 1996 war er Produzent beim Radio Television Hong Kong. Von 1996 bis 1997 forschte er in Sydney. Von 1997 bis 2000 war er Composer in Residence beim Hong Kong Philharmonic Orchestra. Seit 2001 ist er Professor an der Chinesischen Universität Hongkong. Er erhielt u. a. Aufträge vom Orchestre Philharmonique de Radio France. Seine Werke wurden bei Festivals der Asian Composers League, Tribune internationale des compositeurs der UNESCO und Tanglewood Music Festival aufgeführt.

## Preise und Auszeichnungen
- 1998: Outstanding Young Persons Award
- 1999: Raymond Weil Outstanding Musical Achievement Award in Genf
- 1990: Stipendiat für Komposition beim Pacific Music Festival in Japan
- 1983: Hong Kong Young Musicians’ Award
- 1985–1986: British Council Stipendium
- 1986–88: Commonwealth Stipendium